# Paella

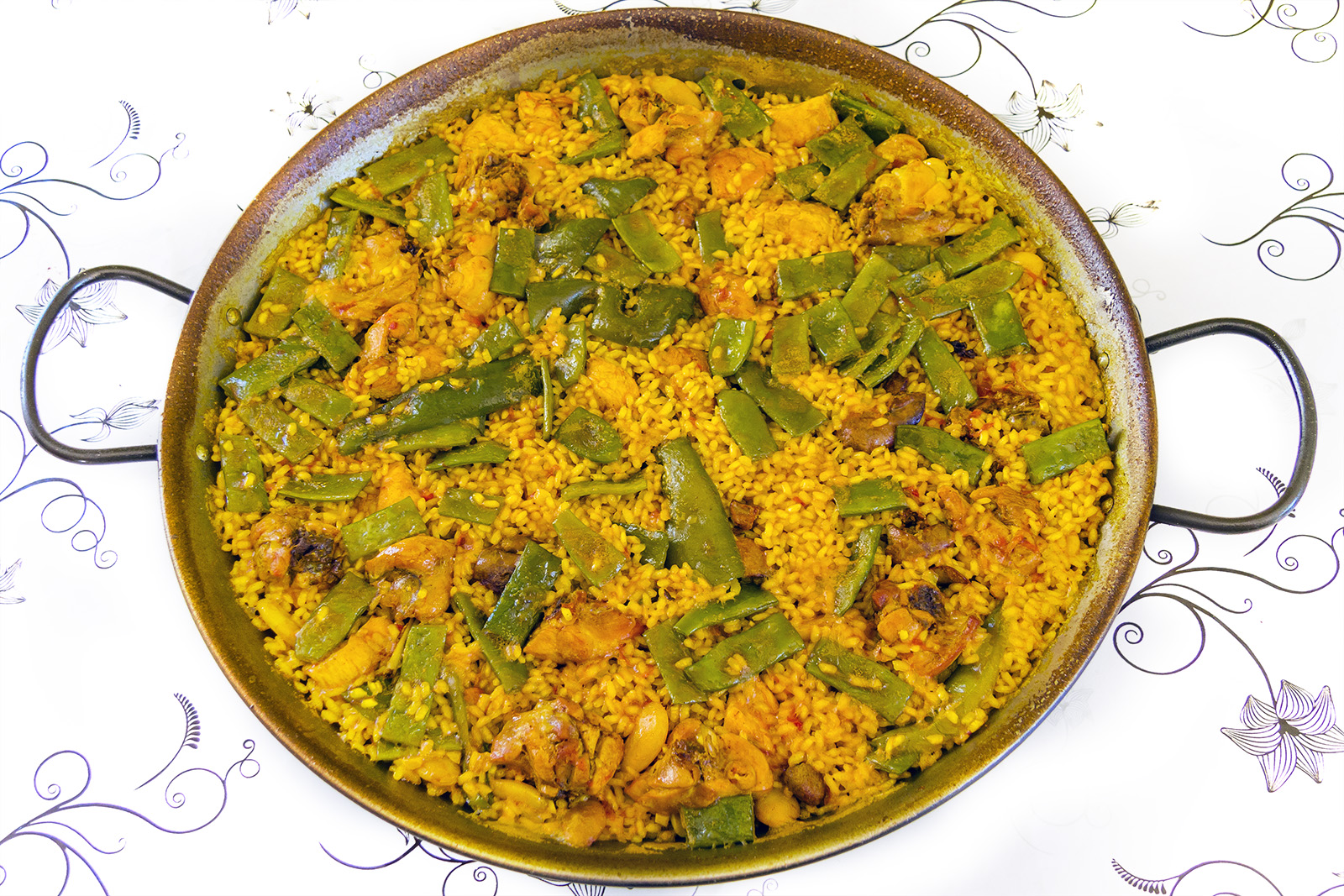
Paella valenciana.

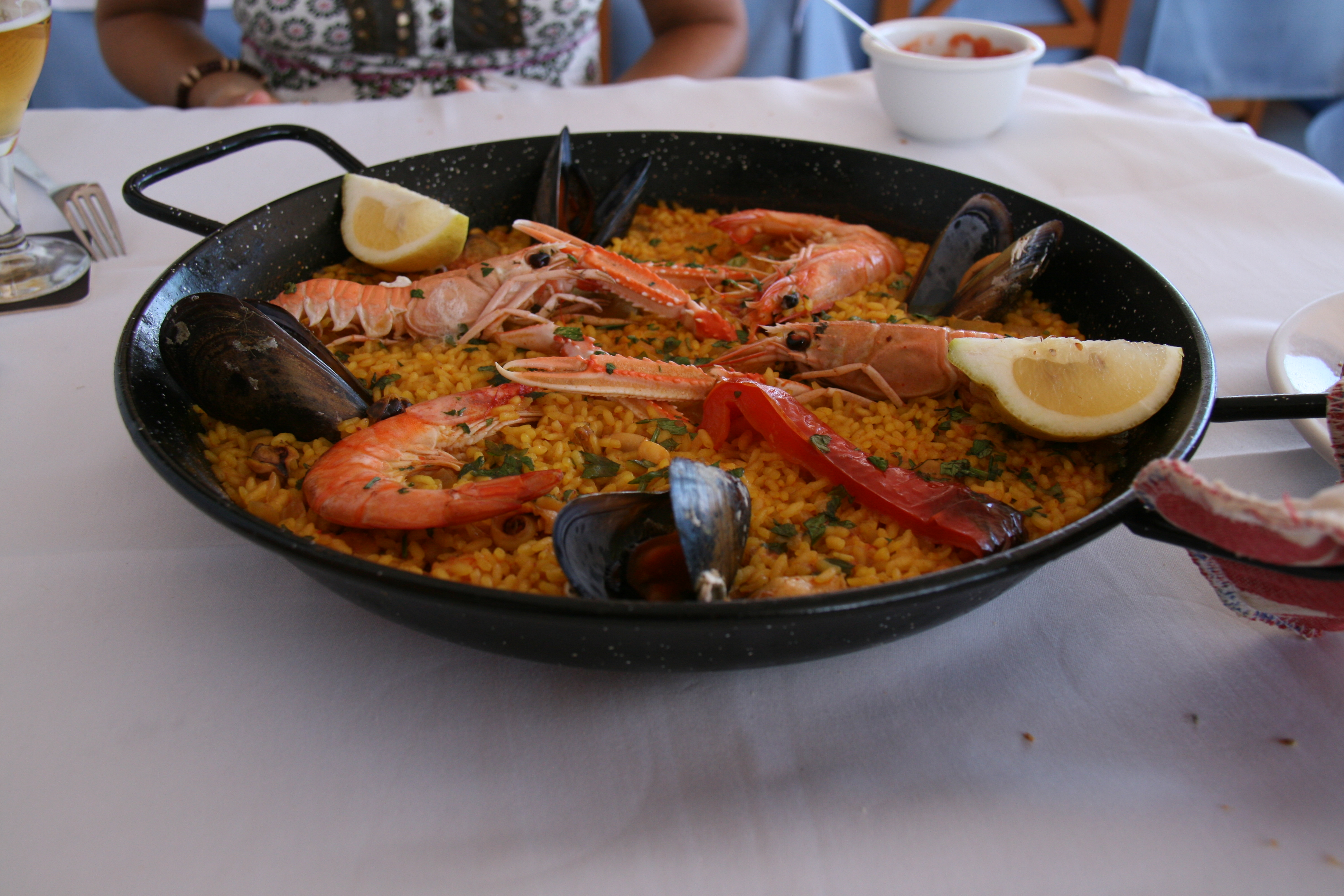
Paella marinera.

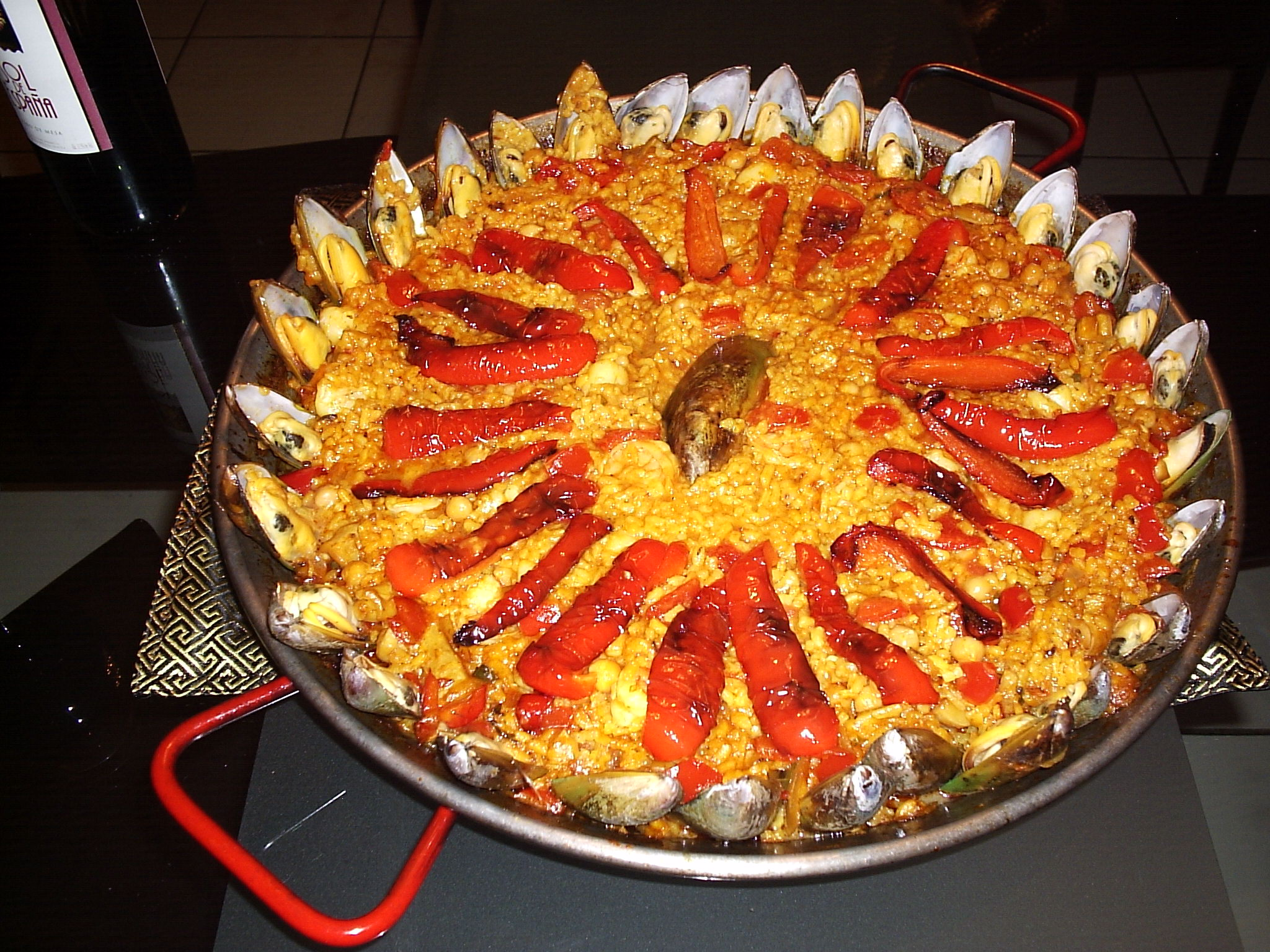
Paella mixta.

Paella là một món cơm thập cẩm, rất đặc trưng của Tây Ban Nha và các nước có sử dụng tiếng Tây Ban Nha. Món ăn kiểu như ngày nay có từ giữa thế kỷ 19 gần hồ Albufera, một đầm phá tại Valencia, trên các bờ biển phía đông của Tây Ban Nha. Nhiều người không phải dân Tây Ban Nha xem paella là món ăn dân tộc của Tây Ban Nha, nhưng hầu hết người Tây Ban Nha coi nó là một món ăn của khu vực Valencia. Người Valencia là coi paella là một trong những biểu tượng xác định của họ.
Có ba biến thể loại được biết đến rộng rãi của món paella: paella Valencia (tiếng Tây Ban Nha: Paella valenciana), paella hải sản (tiếng Tây Ban Nha: paella de marisco) và paella hỗn hợp (tiếng Tây Ban Nha: paella mixta), nhưng có nhiều biến thể khác nữa. Paella Valencia bao gồm gạo trắng, rau xanh, thịt (thỏ, gà, vịt), ốc sên đất, đậu và gia vị. Hải sản paella thay thế thịt và ốc sên với hải sản và không có đậu và rau xanh. Paella hỗn hợp là sự kết hợp theo phong cách tự do gồm có hải sản, thịt, rau, và đôi khi đậu. Hầu hết các đầu bếp paella sử dụng calasparra hoặc bomba, gạo cho món ăn này. Các thành phần quan trọng khác bao gồm nghệ tây và dầu ô liu.
Món cơm này luôn được nấu trong chảo, không nấu bằng nồi. Thành phần nguyên liệu của Paella cũng vô cùng đa dạng, có thể là những loại hải sản kết hợp với thịt, thường là thịt gà.Cùng với hải sản và thịt, còn có cả rau quả. Đặc biệt là trong những thứ gia vị dành cho món Paella, có một thứ gia vị không thể thiếu, đó là bột nhụy hoa nghệ tây đắt đỏ. Bột nhụy hoa này tạo cho món cơm có màu vàng.